# Clistocoeloma
Clistocoeloma is een geslacht van kreeftachtigen uit de klasse van de Malacostraca (hogere kreeftachtigen).

## Soorten
- Clistocoeloma amamaparense Rahayu & Takeda, 2000
- Clistocoeloma balansae A. Milne-Edwards, 1873
- Clistocoeloma lanatum (Alcock, 1900)
- Clistocoeloma merguiense de Man, 1888
- Clistocoeloma sinense Shen, 1933
- Clistocoeloma suvaense Edmondson, 1951
- Clistocoeloma tectum (Rathbun, 1914)
- Clistocoeloma villosum (A. Milne-Edwards, 1869)